# Aligadirenahalli, Gudibanda
Aligadirenahalli là một làng thuộc tehsil Gudibanda, huyện Kolar, bang Karnataka, Ấn Độ.